# 許裕康
許 裕康（ホ・ユガン、朝鮮語: 허유강、1986年11月16日 - ）は 韓国プロ野球に所属する大韓民国出身のプロ野球選手（投手）。

## 経歴

### アマチュア時代
大学時代の2008年7月にチェコ共和国で開かれた第4回世界大学野球選手権大会米国戦に先発登板し、7イニングを4安打7奪三振1失点と好投した。
大学リーグ通算45試合に登板139⅔イニング3.09の防御率を記録し、三振131個を奪っている。

### 韓華時代
2009年ドラフトでハンファイーグルスに指名されて入団した。
同年4月9日の斗山ベアーズとの試合でプロ初登板したが、マット・ワトソンに本塁打を被弾した後に3者連続死球を与えるなど乱調だった。8月23日のネクセン・ヒーローズ戦でデビュー初勝利を収めた。
2010年4月18日のネクセン戦では黃裁規に続いてマウンドに上がった。しかし、7者連続安打を浴びるなど9安打6失点した後に降板し、ダグアウトでは涙を流したという。その試合以来自信が喪失したのかマウンドに上がってくるたびに失点し、最終的には2軍に下がった。
2012年に兵役のため警察野球団に入った。翌年除隊されチームに復帰。
しかし復帰後はさらに出番がなく、2015年に韓尚勳、李陽基、李熙槿、呉潤などとともに戦力外になった。

### 漣川時代
その後も現役続行を希望して2016年から漣川ミラクルと契約。2017年に退団した。

## 詳細情報

### 年度別投手成績
| 年 度    | 球 団    | 登 板 | 先 発 | 完 投 | 完 封 | 無 四 球 | 勝 利 | 敗 戦 | セ 丨 ブ | ホ 丨 ル ド | 勝 率 | 打 者 | 投 球 回 | 被 安 打 | 被 本 塁 打 | 与 四 球 | 敬 遠 | 与 死 球 | 奪 三 振 | 暴 投 | ボ 丨 ク | 失 点 | 自 責 点 | 防 御 率 | W H I P |
| -------- | -------- | ----- | ----- | ----- | ----- | -------- | ----- | ----- | -------- | ----------- | ----- | ----- | -------- | -------- | ----------- | -------- | ----- | -------- | -------- | ----- | -------- | ----- | -------- | -------- | ------- |
| 2009     | ハンファ | 27    | 0     | 0     | 0     | 0        | 1     | 0     | 0        | 2           | 1.000 | 125   | 28.1     | 23       | 1           | 15       | 0     | 7        | 10       | 0     | 1        | 11    | 16       | 3.49     | 1.34    |
| 2010     | ハンファ | 42    | 0     | 0     | 0     | 0        | 1     | 2     | 0        | 2           | .333  | 222   | 46.1     | 65       | 5           | 20       | 0     | 8        | 25       | 1     | 0        | 39    | 45       | 7.58     | 1.83    |
| 2014     | ハンファ | 1     | 0     | 0     | 0     | 0        | 0     | 0     | 0        | 0           | ----  | 4     | 0.2      | 2        | 1           | 0        | 0     | 0        | 0        | 0     | 0        | 1     | 1        | 13.50    | 3.00    |
| 2015     | ハンファ | 5     | 0     | 0     | 0     | 0        | 0     | 0     | 0        | 0           | ----  | 12    | 2.2      | 1        | 0           | 2        | 0     | 2        | 1        | 1     | 0        | 3     | 3        | 10.13    | 1.13    |
| KBO：4年 | KBO：4年 | 75    | 0     | 0     | 0     | 0        | 2     | 2     | 0        | 4           | .500  | 363   | 78.0     | 91       | 7           | 37       | 0     | 17       | 36       | 2     | 1        | 54    | 65       | 6.23     | 1.64    |

### 背番号
- 46 （2009年 - 2011年）
- 19 （2014年 - 2015年）